# Cañada del Hoyo (kommun)
Cañada del Hoyo är en kommun i Spanien.   Den ligger i provinsen Provincia de Cuenca och regionen Kastilien-La Mancha, i den centrala delen av landet, 160 km öster om huvudstaden Madrid. Antalet invånare är 284.